# Sydlangeland
Sydlangeland is een voormalige gemeente in Denemarken. Bij de herindeling van 2007 werd de gemeente bij Langeland gevoegd.
De oppervlakte bedroeg 120,82 km². De gemeente telde 4080 inwoners waarvan 2066 mannen en 2014 vrouwen (cijfers 2005). Sydlangeland telde in juni 2005 142 werklozen. Er waren 1627 auto's geregistreerd in 2004.
Hoofdplaats was Humble.